# والتر كروز
والتر كروز (بالبرتغالية: Walter Osvaldo Cruz‏) هو طبيب وعالم برازيلي، ولد في 23 يناير 1910 في بتروبوليس في البرازيل، وتوفي في 3 يناير 1967 في ريو دي جانيرو في البرازيل.

## وصلات خارجية
- والتر كروز على موقع مباريات الشطرنج (الإنجليزية)
- والتر كروز سجل أولمبياد الشطرنج على موقع OlimpBase.org (الإنجليزية)